# Tibor Tatai
Tibor Tatai (4 agosto 1944) è un ex canoista ungherese.

## Palmarès

### Olimpiadi
- 1 medaglia:
  - 1 oro (Città del Messico 1968 nel C1 1000 metri)

### Mondiali
- 2 medaglie:
  - 1 oro (Copenaghen 1970 nel C1 1000 metri)
  - 1 argento (Belgrado 1971 nel C1 1000 metri)